# سیارک ۴۲۰۶
سیارک ۴۲۰۶ (به انگلیسی: 4206 Verulamium، نامگذاری:1986QL) چهار هزار و دویست و ششمین سیارک کشف شده‌است که در ۲۵ اوت ۱۹۸۶ کشف شد.